# Zac Reininger
Pour les articles homonymes, voir Reininger.
 (août 2017).
Zachary Ryan Reininger (né le 28 janvier 1993 à San Antonio, Texas, États-Unis) est un lanceur de relève droitier de la Ligue majeure de baseball.

## Carrière
Zac Reininger est choisi par les Tigers de Détroit au 8e tour de sélection du repêchage amateur de 2013. Joueur des ligues mineures, il subit en juillet 2015 une opération Tommy John qui le garde hors du jeu jusqu'en 2016. Reininger ne joue que 24 matchs de ligues mineures au total en 2015 et 2016.
Il fait ses débuts dans le baseball majeur avec les Tigers de Détroit le 27 août 2017 comme lanceur de relève face aux White Sox de Chicago.
Sur ses deux premières saisons en ligue majeure, il lance 31 manches en 28 matchs, avec une moyenne de points mérités de 7,55.